# Озерно-Кузнецовський Лісхоз
Озе́рно-Кузнецо́вський Лісхо́з (рос. Озёрно-Кузнецовский Лесхоз) — селище у складі Угловського району Алтайського краю, Росія. Входить до складу Озерно-Кузнецовської сільської ради.
Стара назва — Лісхоз Озерно-Кузнецовський.

## Населення
Населення — 320 осіб (2010; 376 у 2002).
Національний склад (станом на 2002 рік):
- росіяни — 88 %